# 昂泰 (洛特-加龙省)
昂泰（法語：Anthé，法語發音：[ɑ̃te]）是法国洛特-加龙省的一个市镇，属于洛特河畔新城区。

## 地理
昂泰（44°22'18"N, 0°57'35"E）面积13.93 平方千米，位于法国新阿基坦大区洛特-加龍省，该省份为法国西南部内陆省份，北起多爾多涅省，西接吉倫特省和朗德省，南至热尔省，东临塔恩-加龙省和洛特省。
与昂泰接壤的市镇（或旧市镇、城区）包括：图尔农达日奈、凯尔西地区蒙泰居、罗克科尔、瓦莱耶、卡济德罗克。

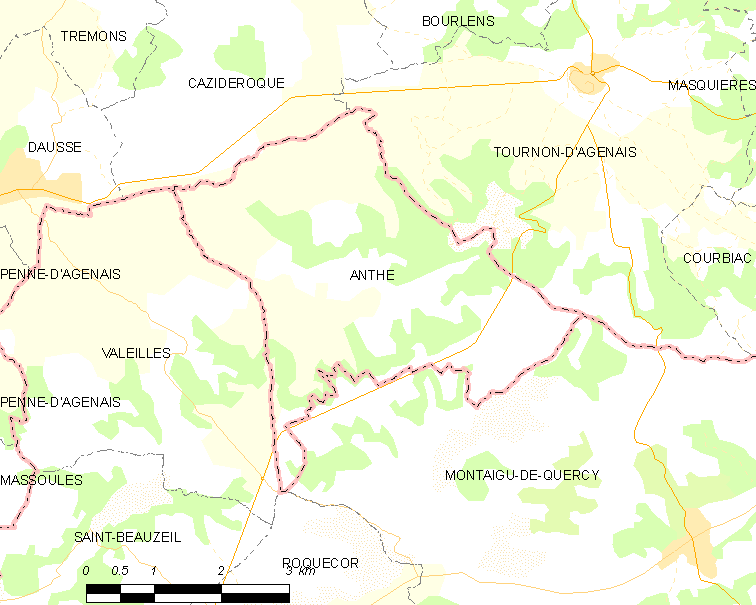
的OSM定位图

昂泰的时区为UTC+01:00、UTC+02:00（夏令时）。

## 行政
昂泰的邮政编码为47370，INSEE市镇编码为47011。

## 政治
昂泰所属的省级选区为勒菲梅卢瓦县。

## 人口

1962-2008年间人口变化图示

昂泰于2022年1月1日时的人口数量为200人。